# Paramecocnemis
Paramecocnemis – rodzaj ważek z rodziny pióronogowatych (Platycnemididae).

## Podział systematyczny
Do rodzaju Paramecocnemis należą następujące gatunki:
- Paramecocnemis eos Orr, Kalkman & Richards, 2012
- Paramecocnemis erythrostigma Lieftinck, 1932
- Paramecocnemis similis Orr, Kalkman & Richards, 2012
- Paramecocnemis spinosa Orr, Kalkman & Richards, 2012
- Paramecocnemis stillacruoris Lieftinck, 1956